# Nigrische Fußballnationalmannschaft
Die nigrische Fußballnationalmannschaft, auch Ména genannt, ist die Fußball-Auswahl Nigers und untersteht der Fédération Nigérienne de Football. Die Fédération Nigérienne de Football gehört dem afrikanischen Fußballverband Confédération Africaine de Football an.
Sie konnte sich bisher noch nicht für die Endrunde der Fußball-Weltmeisterschaft qualifizieren.
Größte Erfolge der Mannschaft sind der dritte Platz bei der Westafrikameisterschaft 1986, der Viertelfinal-Einzug bei der Afrikanischen Nationenmeisterschaft 2011 und der Sieg über den amtierenden Afrika-Cup-Meister Ägypten in der Qualifikation zur Afrikameisterschaft 2012. Dieser Sieg war der Grundstein für die erstmalige Teilnahme Nigers an einer Afrikameisterschaft. Der Spitzname Ména ist in der Sprache Hausa der Begriff für die Damagazelle, die im Niger heimisch ist. Dieses Tier ziert auch das Wappen des Verbands und des Nationaltrikots.

## Turniere

### Weltmeisterschaft
| 1966 in England        | nicht teilgenommen |
| 1970 in Mexiko         | nicht teilgenommen |
| 1974 in Deutschland    | nicht teilgenommen |
| 1978 in Argentinien    | nicht qualifiziert |
| 1982 in Spanien        | nicht qualifiziert |
| 1986 in Mexiko         | zurückgezogen      |
| 1990 in Italien        | nicht teilgenommen |
| 1994 in den USA        | nicht qualifiziert |
| 1998 in Frankreich     | zurückgezogen      |
| 2002 in Südkorea/Japan | nicht teilgenommen |
| 2006 in Deutschland    | nicht qualifiziert |
| 2010 in Südafrika      | nicht qualifiziert |
| 2014 in Brasilien      | nicht qualifiziert |
| 2018 in Russland       | nicht qualifiziert |
| 2022 in Katar          | nicht qualifiziert |

### Afrikameisterschaft
- 1965 bis 1968 – nicht teilgenommen
- 1970 in  Sudan – nicht qualifiziert
- 1972 in  Kamerun – nicht qualifiziert
- 1974 in  Ägypten – zurückgezogen
- 1976 in  Äthiopien – nicht qualifiziert
- 1978 in  Ghana – zurückgezogen
- 1980 in  Nigeria – zurückgezogen
- 1982 in  Libyen – nicht teilgenommen
- 1984 in  Elfenbeinküste – nicht qualifiziert
- 1986 bis 1990 – nicht teilgenommen
- 1992 in  Senegal – nicht qualifiziert
- 1994 in  Tunesien – nicht qualifiziert
- 1996 in  Südafrika – zurückgezogen
- 1998 in  Burkina Faso – nicht zugelassen
- 2000 bis 2010 – nicht qualifiziert
- 2012 in  Gabun und  Äquatorialguinea – Vorrunde
- 2013 in  Südafrika – Vorrunde
- 2015 bis 2025 – nicht qualifiziert

### Afrikanische Nationenmeisterschaft
- 2009: nicht qualifiziert
- 2011: Viertelfinale
- 2014: nicht qualifiziert
- 2016: Vorrunde
- 2018: nicht qualifiziert
- 2021: Vorrunde
- 2023: qualifiziert

## Kader der nigrischen Fußballnationalmannschaft 2018
Folgende Spieler wurden für die Spiele im Rahmen der WM-Qualifikation 2018 im März 2018 berufen:
Stand: 29. März 2016
| Name                | Geburtsdatum       | Spiele | Tore | Verein                 |
| Tor                 | Tor                | Tor    | Tor  | Tor                    |
| ------------------- | ------------------ | ------ | ---- | ---------------------- |
| Kassaly Daouda      | 19. August 1983    | 60     | 0    | ASN Nigelec            |
| Moussa Alzouma      | 30. September 1982 | 07     | 0    | AS GNN                 |
| Issa Losseiny       | 5. April 1992      | 0      | 0    | ASFAN Niamey           |
| Abwehr              |                    |        |      |                        |
| Koffi Dan Kowa      | 19. September 1989 | 58     | 03   | FC Dila Gori           |
| Mohamed Chikoto     | 28. Februar 1989   | 47     | 02   | ASM Oran               |
| Mohamed Soumaïla    | 30. Oktober 1994   | 34     | 0    | Olympique Noisy-le-Sec |
| Kourouma Fatoukouma | 11. Juli 1984      | 28     | 01   | Chabab Rif Al Hoceima  |
| Amadou Kader        | 5. April 1989      | 25     | 0    | Minerva Academy F.C.   |
| Abdoulaye Katkoré   | 26. März 1993      | 21     | 0    | ASFAN Niamey           |
| Mahamadou Souley    | 18. Februar 1995   | 07     | 0    | AS GNN                 |
| Mittelfeld          |                    |        |      |                        |
| Karim Lancina       | 20. März 1987      | 52     | 01   | ES Thaon               |
| Souleymane Sacko    | 1. August 1987     | 37     | 03   | AS GNN                 |
| Ali Mohamed         | 7. August 1995     | 24     | 0    | Maccabi Netanja        |
| Amadou Wonkoye      | 19. Mai 1994       | 12     | 01   | aktuell vereinslos     |
| Olivier Bonnes      | 7. Februar 1990    | 12     | 0    | Gwangju FC             |
| Hassane Djibó       | 21. Oktober 1985   | 0      | 0    | NTSV Strand 08         |
| Sturm               |                    |        |      |                        |
| Moussa Maâzou       | 25. August 1988    | 43     | 12   | Randers FC             |
| Mahamane Cissé      | 27. Dezember 1993  | 21     | 04   | AC Léopards            |
| Amadou Moutari      | 19. Januar 1994    | 20     | 0    | Anschi Machatschkala   |
| Victorien Adebayor  | 3. März 1992       | 13     | 02   | AS Douanes             |

## Liste der Nationaltrainer
- Heinz-Peter Überjahn (1981–1986)
- Tiemogo Soumaila (1992)
- David Nadjadoum (1992)
- Tiemogo Soumaila (1998)
- Amadou Touré (1998–1999)
- Patrice Neveu (1999–2000)
- Jean-Yves Chay (2000–2001)
- Harouna Doula Amadou (2002)
- Martial Yeo (2002–2003)
- Tchanilé Bana (2006–2007)
- Hamey Amadou (2007–2008)
- Dan Anghelescu (2008)
- Frederic Costa (2008–2009)
- Harouna Doula Gabde (2009–2012)
- Rolland Courbis (2012)
- Gernot Rohr (2012–2014)
- Raymond Domenech (2014–2015)
- François Zahoui (2015–2019)
- Jean-Guy Wallemme (2019–2020)
- Jean-Michel Cavalli (2020–2023)
- Zakaria Yaou Ibrahim (2023) interim
- Ezzaki Badou (seit 2023)